# Tokudaia
Tokudaia, トゲネズミ (Togenezumi) o Ryukyu Spiny rat es un género de roedores miomorfos de la familia Muridae. Son endémicos de las islas Ryūkyū (Japón).
Este género se compone de tres especies, Tokudaia muenninki, Tokudaia osimensis y Tokudaia tokunoshimensis. Desde 2001, se reconocío a Tokudaia osimensis como tres especies diferentes.
Se ha considerado un género de importancia para el estudio del desarrollo sexual debido a la pérdida del cromosoma Y en las especies T. osimensis y T. tokunoshimensis.

## Especies
Se reconocen las siguientes:
- Tokudaia muenninki Johnson, 1946
- Tokudaia osimensis (Abe, 1934)
- Tokudaia tokunoshimensis [4] Endo & Tsuchiya, 2006